# Célio Pompeu
Célio Pompeu (Fortaleza, 1999. december 10. –) brazil labdarúgó, az amerikai St. Louis City csatára.

## Pályafutása
Pompeu a brazíliai Fortaleza városában született. Az ifjúsági pályafutását az újonnan létrejött, amerikai St. Louis City akadémiájánál kezdte.
2023-ban mutatkozott be a St. Louis City észak-amerikai első osztályban szereplő felnőtt keretében. Először a 2023. február 26-ai, Austin ellen 3–2-re megnyert mérkőzés 81. percében, Jared Stroud cseréjeként lépett pályára. Első gólját 2023. április 30-án, a Portland Timbers elle hazai pályán 2–1-es vereséggel zárult találkozón szerezte meg.

## Statisztikák
2024. június 16. szerint
| Klub           | Szezon   | Osztály  | Bajnokság | Bajnokság | Kupa  | Kupa | Nemzetközi | Nemzetközi | Összesen | Összesen |
| Klub           | Szezon   | Osztály  | Meccs     | Gól       | Meccs | Gól  | Meccs      | Gól        | Meccs    | Gól      |
| -------------- | -------- | -------- | --------- | --------- | ----- | ---- | ---------- | ---------- | -------- | -------- |
| St. Louis City | 2023     | MLS      | 28        | 2         | 2     | 0    | 2          | 0          | 32       | 2        |
| St. Louis City | 2024     | MLS      | 17        | 3         | 0     | 0    | 2          | 0          | 19       | 3        |
| Összesen       | Összesen | Összesen | 45        | 5         | 2     | 0    | 4          | 0          | 51       | 5        |